# يوم دفاع (باكستان)
يوم دفاع (بالأردوية: یوم دفاع)‏، هو عيد وطني يُحتفَل به في باكستان في 6 سبتمبر من كل عام، للاحتفاء بالتضحيات التي قدمها الجنود الباكستانيون في الدفاع عن حدودها. يصادف تاريخ 6 سبتمبر اليوم الذي عبرت فيه القوات الهندية الحدود الدولية لشن هجوم على البنجاب الباكستاني سنة 1965، ردًا على عملية السلام الكبرى الباكستانية التي تستهدف جامو. تقول الرواية الباكستانية أن هجومًا مفاجئًا غير مبرر من قبل الهند صده الجيش الباكستاني على الرغم من قله عدده وعتاده.